# Ana María Rabe

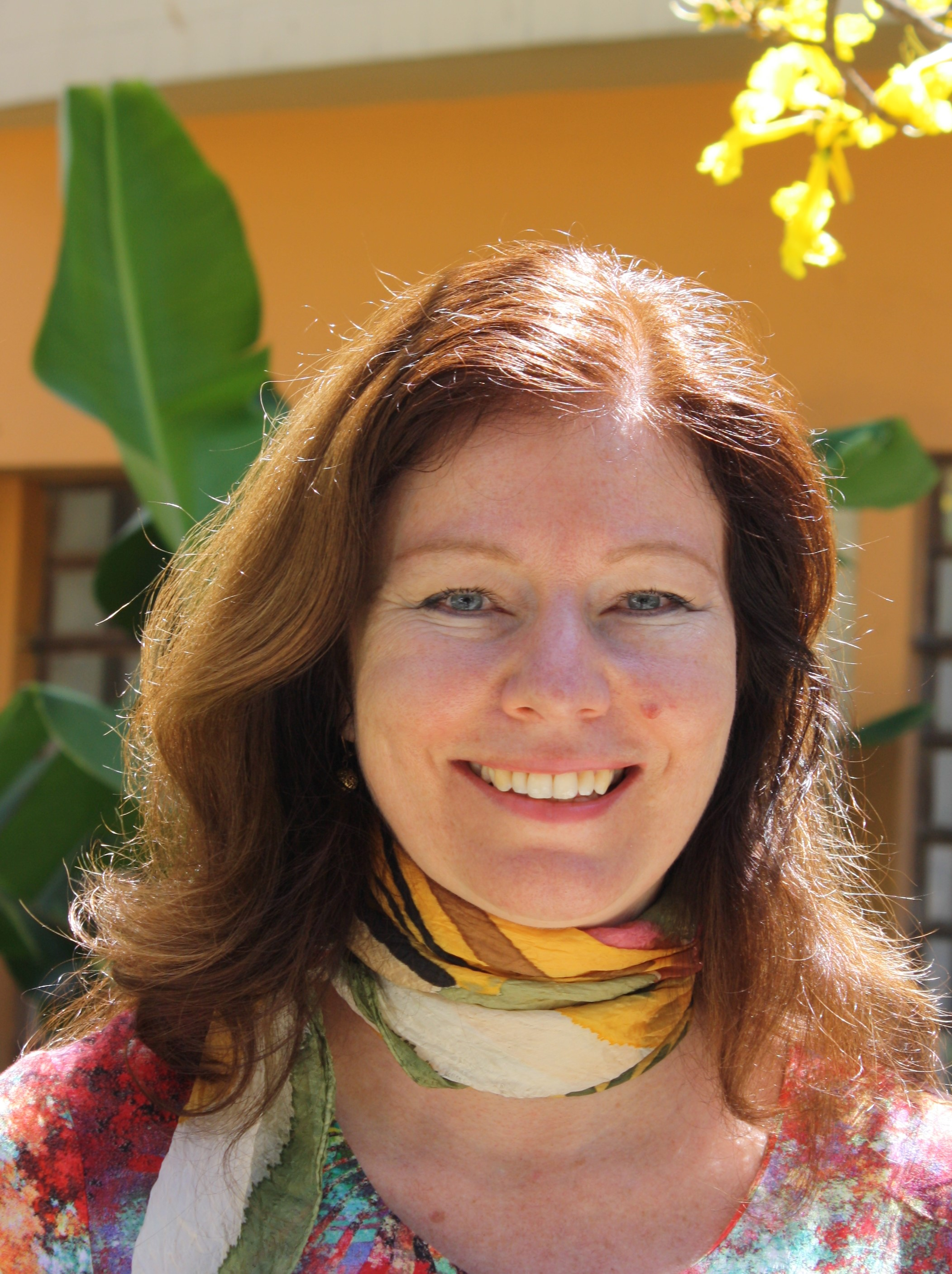
Ana María Rabe (2017)

Ana María Rabe (* 10. Januar 1967 in Buenos Aires) ist eine Philosophin deutsch-spanischer Herkunft. Ihre Forschungsschwerpunkte liegen im Bereich der Ästhetik, Kunstphilosophie, Epistemologie und zeitgenössischen Philosophie. Seit Oktober 2024 hat sie eine Stelle als Professorin an der Universität Santiago de Compostela inne.

## Leben
Ana María Rabe wurde 1967 im Stadtteil Belgrano der argentinischen Hauptstadt Buenos Aires geboren. Sie stammt, wie ihre vier Geschwister, von einem deutschen Vater, Karl Heinz Hermann Rabe, und einer spanischen Mutter, Concepción Rabe (geb. Ruiz Torres), ab. Rabe fand früh Zugang zur spanisch-, deutsch- und russischsprachigen Literatur und Philosophie über die Privat-Bibliothek ihres aus Madrid stammenden Großvaters Antonio Ruiz Rey, eines angesehenen Psychiaters und Dissidenten im franquistischen Spanien. Die Mutter war das neunte und jüngste Kind Mariano Ruiz Cánovas, eines bekannten spanischen Psychiaters. Ana María Rabe wuchs zweisprachig auf.
Sie erwarb 1992 den Magistertitel im Fachbereich Philosophie an der Ludwig-Maximilians-Universität (LMU) München mit einer Arbeit zu Kants Kritik der Urteilskraft und Jan Mukařovskýs Konzeption der ästhetischen Funktion. Im Jahr 2004 erlangte sie das Diplom als staatlich geprüfte Übersetzerin (Deutsch-Spanisch) im Fachgebiet Geisteswissenschaften am Sprachen & Dolmetscher Institut München. 2007 promovierte sie an der Hochschule für Bildende Künste Braunschweig mit einer von Hannes Böhringer und Bernhard Lypp betreuten Arbeit zum Problem des Raumes in der Philosophie, Kunst und theoretischen Physik.
Die akademische Laufbahn von Rabe als Hochschuldozentin begann 1992 mit einem Lehrauftrag für Philosophie an der LMU München und einer gleichzeitigen Anstellung als wissenschaftliche Hilfskraft Akademie der Bildenden Künste München, wo sie danach von 1993 bis 1999 als wissenschaftliche Assistentin am Lehrstuhl für Philosophie von Bernhard Lypp tätig war. In den Folgejahren bis 2014 war sie an vielen weiteren deutschen sowie spanischen Universitäten, Hochschulen und Forschungszentren beschäftigt:
- 1999–2001 als Lehrbeauftragte an der Akademie der Bildenden Künste München
- 2001–2002 als Gastdozentin an der Universidad Complutense de Madrid
- 2008–2011 als angestellte Post-Doc-Wissenschaftlerin am Institut für Philosophie des spanischen Forschungszentrums Consejo Superior de Investigaciones Científicas
- 2009–2011 als Gastdozentin an der Universidad Pontificia Comillas (Päpstliche Universität Comillas) in Madrid
- zwischen 2011 und 2013 als Lehrbeauftragte an der Universität der Künste Berlin, der Burg Giebichenstein Kunsthochschule Halle, der Kunsthochschule Berlin-Weißensee, der Hochschule für Bildende Künste Braunschweig und der Philipps-Universität Marburg
- 2013 als erste Inhaberin der neu eingerichteten Eduardo-Chillida-Gastprofessur an der Johann Wolfgang Goethe-Universität Frankfurt am Main
- 2013–14 als wissenschaftliche Mitarbeiterin an der Stiftung Universität Hildesheim.

Als ausländische Gastprofessorin wurde sie 2001 von der Yanka Kupala State University of Grodno in Weißrussland eingeladen, 2009 von der Universidad Tecnológica de Pereira in Kolumbien und der Universidad de Puerto Rico, 2012 vom Royal College of Art in London, 2013 von der Uralische Föderale Universität in Jekaterinburg (Russland), 2014 von der Universidad Austral de Chile in Valdivia und zwischen 2015 und 2018 immer wieder an der Universidad Pontificia Comillas in Madrid. Im November 2014 wurde sie an die Universidad de Antioquia in Medellín (Kolumbien) berufen, wo sie seitdem eine Professur für zeitgenössische Philosophie innehat.
Neben ihrer akademischen Laufbahn arbeitete sie seit 1993 auch als freie Mitarbeiterin für verschiedene Zeitungen in Argentinien und den USA zu arbeiten, u. a. für das Argentinische Tageblatt in Buenos Aires, sowie ab 1994 für die legendäre deutsch-jüdische Zeitung Aufbau in New York. Für den Aufbau schrieb Rabe in den 1990er-Jahren in New York Musik-, Theater-, Tanz- und Kunstkritiken, sowie in Buenos Aires Essays und Reportagen zu zeitgeschichtlichen und aktuellen Themen.
Ab 1998 war Rabe in München, Madrid und Berlin auch als Autorin für Kunstkataloge, als Übersetzerin philosophischer und kunstgeschichtlicher Artikel und Bücher, sowie als Kunstkritikerin für verschiedene deutsch- und spanischsprachige Medien tätig, u. a. für die Zeitschriften Kulturaustausch, Cuadernos Hispanoamericanos, ECOS de España y Latinoamérica, Ästhetik & Kommunikation, Descubrir el ARTE, Junge Kunst.
Ab 2014 war sie Professorin für Philosophie an der Universität von Antioquia in Medellín, Kolumbien. Seit Oktober 2024 hat sie eine Stelle als Forscherin an der Universität Santiago de Compostela inne.

## Werke
Bücher
- Ana María Rabe: Das Netz der Welt. Fink, Paderborn 2008, ISBN 978-3-7705-4675-6.
- Ana María Rabe (Hrsg.): Les arts en l'època de l'espai/Las artes en la época del espacio/Die Künste in der Epoche des Raumes. Residència d'Investigadors CSIC, Generalitat de Catalunya, Barcelona 2010. ISBN 978-84-931588-3-5.
- Ana María Rabe, Stascha Rohmer (Hrsg.) Homo naturalis: zur Stellung des Menschen innerhalb der Natur. Alber, Freiburg/München 2012, ISBN 978-3-495-48471-5.